# Mr. Hurley und die Pulveraffen
Mr. Hurley und die Pulveraffen (stylisé Mr. Hurley & die Pulveraffen) est un groupe allemand de folk, originaire d'Osnabrück, en Basse-Saxe.

## Histoire
Les membres du groupe sont frères et sœurs. Le groupe se définit comme un groupe de pirates de l'époque moderne et joue principalement dans des fêtes médiévales, maritimes et des festivals de musique. De 2013 à 2016, par exemple, le groupe se produit au Wacken Open Air sur la scène Wackinger, en 2014 également au Festival-Mediaval et en 2016 au Summer Breeze Open Air.
L'EP Plankrock sort en novembre 2014, pour lequel les chansons des anciens albums sont réenregistrées en des versions rock avec guitare électrique et batterie. Le groupe est soutenu par trois musiciens invités. Au printemps 2016, le groupe fait sa première tournée, sous le nom AggroShanty, dans sept villes. Le 19 juillet 2017, Mr. Hurley und die Pulveraffen, Schandmaul et Versengold organisent un concert en streaming, où un groupe reprend une chanson des deux autres. Le 25 août 2017, sort l'album Tortuga, avec lequel le groupe atteint la 5e place des Deutsche Musikcharts.

## Discographie

### Albums studio
- 2012 : Affentheater (Timezone)
- 2013 : Grog 'n' Roll (Totentanz Records)
- 2015 : Voodoo (Timezone)
- 2017 : Tortuga (Vertigo Berlin) (5e place des charts allemands[2])
- 2019 : Leviathan (Affeninsel, Universal) (7e place des charts allemands[2])
- 2021 : Seemannsgrab (3e place des charts allemands[2])
- 2023 : Leuchtturm (3e place des charts allemands[2])

### EP
- 2011 : Achterstück (autoproduction)
- 2011 : Breitseite (autoproduction)
- 2013 : Feier frei! (split-EP avec Pressgëng ; Totentanz Records)
- 2014 : Plankrock (Timezone)